# Katharine Woolley
Lady Katharine Elizabeth Woolley (Birmingham, junho de 1888 – Mayfair, 8 de novembro de 1945) foi uma enfermeira militar e arqueóloga britânica. 
É lembrada, principalmente, por sua escavação na cidade mesopotâmica de Ur, junto de seu segundo marido, Sir Charles Leonard Woolley.

## Biografia
Katharine nasceu em Birmingham, em 1888. Era filha de uma abastada família alemã. Seu pai, Carl Menke, era cônsul da Alemanha na Inglaterra. Katharine estudou História Moderna no Somerville College, em Oxford, mas não chegou a se graduar devido a problemas de saúde que lhe afligiram na infância e na adolescência.
Com a eclosão da Primeira Guerra Mundial, mesmo com o sentimento antigermânico que marcou os conflitos, Katharine trabalhou como enfermeira para a Cruz Vermelha. Logo após ser recrutada pela Cruz Vermelha, em 1915, ela foi enviada ao Egito, onde trabalhou em um hospital em Alexandria. Em seguida, foi enviada para a Polônia, onde trabalhou em um campo de concentração que abrigava 7 mil soldados bolcheviques. Ela trabalhou na Polônia até 1919, quando então retornou a Londres.
Em 3 de março de 1919, no Cairo, Katharine se casou com o tenente-coronel Bertram Keeling, diretor-geral da Survey of Egypt e presidente da Cotton Research Board, porém ele cometeu suicídio por arma de fogo aos pés da Grande Pirâmide de Gizé, em 20 de setembro do mesmo ano. As causas para o suicídio são desconhecidas. Após a morte do marido, Katharine voltou a trabalhar como enfermeira no Cairo.
Uma teoria alega que ele teria se suicidado após descobrir que Katharine sofria de Síndrome de insensibilidade a andrógenos e que nunca poderia ter filhos. Pessoas com tal síndrome não têm útero, não menstruam, e sentem bastante dor durante as relações sexuais.

## Escavação

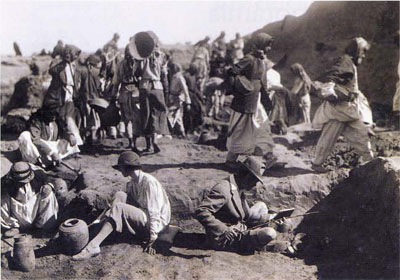
Escavação de material sepulcral, 1928-29. Katharine e Leonard Wolley estão no centro.

Em 1924, Katharine foi trabalhar como enfermeira em Bagdá, onde ficou hospedada na casa do diretor das ferrovias iraquinas, tenente-coronel J.R. Tainsch e sua esposa. Tainsch a levou parar conhecer a escavação em Ur, onde havia uma parceria entre o Museu da Universidade da Pensilvânia e o Museu Britânico para conduzir escavações no local, sob a liderança do arqueólogo Leonard Woolley.
Katharine se voluntariou para ser ilustradora dos objetos do catálogo e na temporada de escavações de 1925, Wooley a tornou a ilustradora oficial, ainda que voluntária. Mas quando ela chegou, em 1924, alguns homens da escavação estavam preocupados com a presença de uma mulher desacompanhada entre tantos homens solteiros. Ela só começou a receber um salário por seu trabalho em 1926.
Sua presença poderia ser inquietante, mas Wooley precisava dela na escavação e do dinheiro dos investidores. Assim, os dois se casaram em 11 de abril de 1927. Katharine trabalhou nas temporadas de escavação seguintes, até 1934, época em que já era assistente de campo. Seus desenhos do local eram importantes para a imprensa internacional, que noticiava as descobertas do sítio de Ur com eles. Ela também foi responsável pela reconstrução de vários objetos escavados, como o ornamento de cabeça da rainha Puabi, uma das mais opulentas descobertas de Ur e um objeto crucial para compreender a vida da nobreza na Antiga Mesopotâmia.
Katharine se tornaria a segunda em comando das escavações e foi importante para levantar fundos e em produzir material de pesquisa. Em 1929, Katharine publicou um livro, Adventure Calls, sobre uma mulher que finge ser um homem para que assim ela tenha uma vida cheia de aventuras, inclusive em uma escavação arqueológica. A sugestão de que os servos sacrificados e enterrados na Tumba Real de Ur foi ideia de Katharine, ainda que hoje a teoria sobre o envenenamento em massa tenha sido descartado.
Aparentemente, o casamento de Katharine e Leonard nunca foi consumado. Ela teria concordado com o casamento com a condição de que eles nunca tivessem relações sexuais. Leonard teria aceitado essa condição por um tempo, mas depois chegou a pedir ao advogado que enviasse papéis de divórcio a ela, mas a separação nunca aconteceu.

## Morte
Katharine morreu em 8 de novembro de 1945, aos 57 anos, em decorrência de esclerose múltipla, no hotel The Dorchester, onde ela e o marido viveram por vários anos. Ela pediu que todos os seus diários e cartas fossem queimados depois que ela morresse.